# Georges Morand
Pour les articles homonymes, voir Morand.
Georges Morand, né le 28 janvier 1900 à Meslay-du-Maine et mort le 25 janvier 1977 à Angers, est un homme politique français, député du Maine-et-Loire de 1946 à 1951.

## Biographie
Fils d’un couvreur, cheminot, il vint travailler au dépôt d’Angers en 1936. Titulaire du certificat d’études primaires, membre de la classe 1920, il effectue son service militaire en Haute-Silésie de 1920 à 1922. Durant son service, il épouse le 12 septembre 1921, Jeanne Ménard, née le 9 février 1898 avec laquelle il a un enfant. Syndiqué depuis 1923, il adhère au Parti communiste français en 1929. Cheminot, nommé au dépôt d'Angers en 1936, il se fait élire secrétaire du syndicat de la corporation de 1937 à 1940. Il déclarera en 1943 n'avoir pas participé aux grèves de 1936 et 1938. Il est membre de la deuxième Assemblée nationale constituante pour le Maine-et-Loire.

## Sources
- « Georges Morand », La Documentation française, Dictionnaire des parlementaires français (1940-1958), 1988-2005 [détail des éditions] (lire en ligne)